# Michael Soulé
Michael E. Soulé (San Diego, 28 maggio 1936 – 17 giugno 2020) è stato un biologo statunitense, noto soprattutto per il suo lavoro di promozione del concetto di biologia della conservazione.

## Biografia
Ottenne il Ph.D. in biologia delle popolazioni all'Università di Stanford sotto la supervisione di Paul R. Ehrlich. Curò con Gary Lease una raccolta di saggi intitolata Reinventing nature?: responses to postmodern deconstruction ("Reinventare la natura?: risposte alla decostruzione postmoderna") (1995), che era una risposta alle argomentazioni presentate dallo storico ambientale William Cronon e da altri in Uncommon ground: toward reinventing nature ("Terreno insolito: verso la reinvenzione della natura") (1995).
Era professore emerito in studi ambientali all'Università della California, Santa Cruz, nonché cofondatore della Society for Conservation Biology (Società per la biologia della conservazione) sedendo nel comitato di Round River Conservation Studies e The Wildlands Project.